# ローファイ・アフタースクール
『ローファイ・アフタースクール』（Lo-Fi After School）は、五十嵐藍による漫画作品の短編集。『月刊コミックブレイド』や『週刊ヤングジャンプ増刊』などで掲載された2009年～2012年の作品が収録されている。単行本はマッグガーデンのブレイドコミックスより全1巻。

## 収録作品
1. 『ガールフレンド イン ザ スカイ』 週刊ヤングジャンプ増刊 アオハル bitter号（2012年3月14日発売）、集英社
2. 『暗黒さん』 週刊ヤングジャンプ増刊 アオハル 0.5号（2011年8月2日発売）、集英社
3. 『神様ごっこ』 月刊コミックブレイド2011年10月号（2011円8月30日発売）、マッグガーデン
4. 『ダウンタウントレイン』 月刊コミックブレイド2011年6月号（2011年4月30日発売）、マッグガーデン
5. 『はるまげ。』 月刊コミックブレイド2012年5月号（2012年3月30日発売）、マッグガーデン
6. 『ekstasis』 同人誌エクスタシス-ekstasis-（2009年5月5日頒布）
7. 『アオ』 同人誌アオ（2010年5月5日頒布）
8. 『アフタースクール ショウ』 週刊ヤングジャンプ増刊 アオハル sweet号（2012年2月14日発売）、集英社

## 書誌情報
- ローファイ・アフタースクール 〜五十嵐藍短編集〜（マッグガーデン）、全1巻
  1. 2012年5月10日発売、ISBN 978-4861279911